# James W. Dunbar

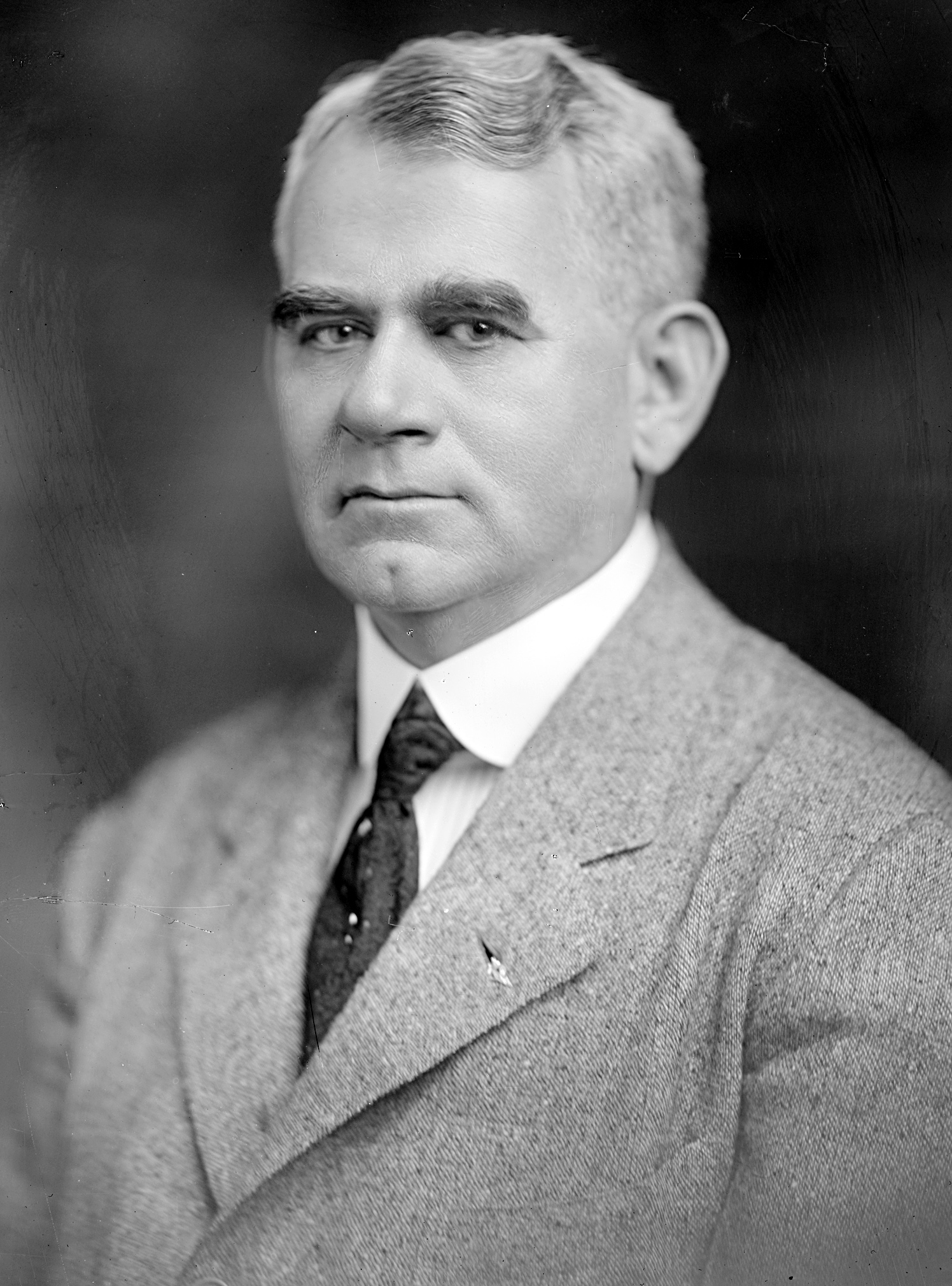
James W. Dunbar

James Whitson Dunbar (* 17. Oktober 1860 in New Albany, Floyd County, Indiana; † 19. Mai 1943 ebenda) war ein US-amerikanischer Politiker. Zwischen 1919 und 1931 vertrat er zwei Mal den Bundesstaat Indiana im US-Repräsentantenhaus.

## Werdegang
James Dunbar besuchte die öffentlichen Schulen seiner Heimat einschließlich der New Albany High School, die er im Jahr 1878 absolvierte. Danach arbeitete er zunächst im Handel. Anschließend wurde er Manager bei den öffentlichen Versorgungsbetrieben in New Albany und Jeffersonville. Zwischen 1894 und 1906 war er Sekretär und Finanzvorstand der Western Gas Association. Danach fungierte er von 1906 bis 1909 als Sekretär des American Gas Institute; in den Jahren 1908 bis 1910 leitete er die Indiana Gas Association.
Politisch war Dunbar Mitglied der Republikanischen Partei. Bei den  Kongresswahlen des Jahres 1918 wurde er im dritten Wahlbezirk von Indiana in das US-Repräsentantenhaus in Washington, D.C. gewählt, wo er am 4. März 1919 die Nachfolge von William E. Cox antrat. Nach einer Wiederwahl konnte er bis zum 3. März 1923 zwei Legislaturperioden im Kongress absolvieren. Dort wurden in den Jahren 1919 und 1920 der  18. und der 19. Verfassungszusatz verabschiedet. Im Jahr 1922 verzichtete Dunbar auf eine erneute Kandidatur.
Bei den Wahlen des Jahres 1928 wurde James Dunbar erneut im dritten Distrikt seines Staates in den Kongress gewählt, wo er am 4. März 1929 Frank Gardner von der Demokratischen Partei ablöste, der 1923 sein Nachfolger geworden war. Da er im Jahr 1930 gegen Eugene B. Crowe verlor, konnte er bis zum 3. März 1931 nur eine weitere Legislaturperiode im US-Repräsentantenhaus verbringen, die von den Ereignissen der Weltwirtschaftskrise geprägt war. Nach seinem Ausscheiden aus dem US-Repräsentantenhaus zog sich Dunbar aus der Politik zurück. Er starb am 19. Mai 1943 in seiner Heimatstadt New Albany, wo er auch beigesetzt wurde.